# Lhommaizé
Lhommaizé és un municipi francès situat al departament de la Viena i a la regió de la Nova Aquitània. L'any 2007 tenia 806 habitants.

## Demografia

### Població
El 2007 la població de fet de Lhommaizé era de 806 persones. Hi havia 337 famílies de les quals 107 eren unipersonals (40 homes vivint sols i 67 dones vivint soles), 115 parelles sense fills, 95 parelles amb fills i 20 famílies monoparentals amb fills.
La població ha evolucionat segons el següent gràfic:
Habitants censats

### Habitatges
El 2007 hi havia 414 habitatges, 346 eren l'habitatge principal de la família, 29 eren segones residències i 39 estaven desocupats. 392 eren cases i 19 eren apartaments. Dels 346 habitatges principals, 244 estaven ocupats pels seus propietaris, 97 estaven llogats i ocupats pels llogaters i 5 estaven cedits a títol gratuït; 2 tenien una cambra, 16 en tenien dues, 52 en tenien tres, 101 en tenien quatre i 175 en tenien cinc o més. 294 habitatges disposaven pel capbaix d'una plaça de pàrquing. A 155 habitatges hi havia un automòbil i a 166 n'hi havia dos o més.

### Piràmide de població
La piràmide de població per edats i sexe el 2009 era:
| Homes | Edats   | Dones |
| ----- | ------- | ----- |
| 0     | 95 o +  | 0     |
| 0     | 90 a 94 | 8     |
| 0     | 85 a 89 | 16    |
| 8     | 80 a 84 | 4     |
| 24    | 75 a 79 | 12    |
| 20    | 70 a 74 | 24    |
| 12    | 65 a 69 | 12    |
| 24    | 60 a 64 | 24    |
| 32    | 55 a 59 | 24    |
| 24    | 50 a 54 | 20    |
| 24    | 45 a 49 | 16    |
| 20    | 40 a 44 | 24    |
| 28    | 35 a 39 | 32    |
| 44    | 30 a 34 | 36    |
| 24    | 25 a 29 | 40    |
| 20    | 20 a 24 | 0     |
| 24    | 15 a 19 | 12    |
| 8     | 10 a 14 | 36    |
| 20    | 5 a 9   | 24    |
| 44    | 0 a 4   | 16    |

## Economia
El 2007 la població en edat de treballar era de 495 persones, 385 eren actives i 110 eren inactives. De les 385 persones actives 356 estaven ocupades (183 homes i 173 dones) i 29 estaven aturades (12 homes i 17 dones). De les 110 persones inactives 57 estaven jubilades, 29 estaven estudiant i 24 estaven classificades com a «altres inactius».

### Ingressos
El 2009 a Lhommaizé hi havia 345 unitats fiscals que integraven 817 persones, la mediana anual d'ingressos fiscals per persona era de 17.386 €.

### Activitats econòmiques
Dels 34 establiments que hi havia el 2007, 1 era d'una empresa alimentària, 2 d'empreses de fabricació d'altres productes industrials, 13 d'empreses de construcció, 8 d'empreses de comerç i reparació d'automòbils, 3 d'empreses d'hostatgeria i restauració, 1 d'una empresa financera, 1 d'una empresa immobiliària, 2 d'empreses de serveis, 1 d'una entitat de l'administració pública i 2 d'empreses classificades com a «altres activitats de serveis».
Dels 14 establiments de servei als particulars que hi havia el 2009, 1 era una oficina bancària, 1 taller de reparació d'automòbils i de material agrícola, 2 paletes, 1 guixaire pintor, 2 lampisteries, 4 electricistes, 1 empresa de construcció, 1 perruqueria i 1 restaurant.
Dels 2 establiments comercials que hi havia el 2009, 1 era una botiga de menys de 120 m² i 1 una fleca.
L'any 2000 a Lhommaizé hi havia 20 explotacions agrícoles que ocupaven un total de 1.736 hectàrees.

## Equipaments sanitaris i escolars
El 2009 hi havia una escola elemental.

## Poblacions més properes
El següent diagrama mostra les poblacions més properes.